# タチアナ・コンスタンチノヴナ
タチアナ・コンスタンチノヴナ （Татьяна Константиновна、1890年1月23日 - 1979年8月28日）は、ロシア帝国の皇族。ロシア皇帝ニコライ1世の孫に当たるコンスタンチン・コンスタンチノヴィチ大公とその妻エリザヴェータ・マヴリキエヴナ大公妃の第3子、長女。

## 生涯
サンクトペテルブルクで生まれた。1886年に皇帝アレクサンドル3世が出したロマノフ家法によって、『ロシア大公・ロシア大公女を名乗るのは、皇帝の男系の子とその孫に限る』と明記されたことから、ニコライ1世の曾孫にあたるタチアナは公女（княжна）の称号で呼ばれていた。
1911年、グルジア生まれの軍人コンスタンチン・バグラティオニ＝ムフランスキーと婚約。コンスタンチンが王族でない（かつてグルジア王家であったバグラティオニ家の末裔）ため両親は結婚に反対したが、ニコライ2世はグルジア王家の末裔であることを理由にこの結婚を認め、タチアナはロマノフ家で初めて非王侯出身者の配偶者と結婚することになった。かつて貴賤結婚をしたロシア大公・ロシア大公女はいたが、その多くは国を追放されるか、秘密結婚をしていた。タチアナは初めて合法的に結婚し、ロシアにとどまった人物であった。1911年に正式に結婚。2子をもうけた。
- テイムラズ（Teymuraz、1912年 - 1992年）
- ナタリア（1914年 - 1984年）

第一次世界大戦中、夫コンスタンチンはヤロスラヴで戦死。また、弟オレグも戦闘によって1914年戦没。タチアナの他の兄弟、イオアン、コンスタンチン、イーゴリの3人は1918年にボリシェヴィキによって殺害された。幼い子供たちを連れてタチアナは叔父ドミトリー・コンスタンチノヴィチ大公の元に身を寄せた。その帰還に、ドミトリーの直属士官であるアレクサンドル・コロチェンツォフと恋仲になった。叔父の反対に遭い、タチアナとアレクサンドルは子供たちを連れてロシアを離れた。不運なことに、ロシアに残った叔父ドミトリーは、1919年にボリシェヴィキによって殺害された。
タチアナとアレクサンドルはスイスへ移り、1921年に正式に結婚した。しかしわずか3年後にアレクサンドルと死に別れてしまう。タチアナは子供たちを一人で育て上げ、それぞれが結婚した後に、尼僧となった。彼女は尼僧タマラ（最初の夫、コンスタンチンの遠い先祖にあたるグルジア女王タマルにちなむ）として、エルサレムのオリーヴ山修道院で死去した。